# Kate Edger
Kate Milligan Evans (geboren als Kate Edger, 6 januari 1857 - 6 mei 1935) was de eerste vrouw in Nieuw-Zeeland die een universitair diploma behaalde, en mogelijk de tweede in het Britse rijk die dit deed.

## Jeugd en opleiding
Edger werd geboren in 1857 in Abingdon, Berkshire, Engeland. Haar familie emigreerde in 1862 van Engeland naar Nieuw-Zeeland. Edger en haar zussen kregen veel van hun vroege onderwijzing van hun vader. Ze woonden in Albertland en verhuizden daarna naar Auckland. Er was op dat moment geen hoger onderwijs voor meisjes, maar ze toonde academische potentie, en werd in de topklasse van de Auckland Grammar School geplaatst, waar ze de enige vrouw was die werd onderwezen. Toen Kate bij de Universiteit van Nieuw-Zeeland toestemming voor een universitaire studiebeurs verzocht, gaf ze haar leeftijd en kwalificaties op, maar niet haar geslacht. Haar aanvraag was succesvol. Op 11 juli 1877 studeerde ze af aan de Universiteit van Nieuw-Zeeland met een BA in wiskunde en Latijn.
Een paar maanden na haar afstuderen werd ze hoofdassistent op de Christchurch Girls' High School, waar Helen Connon, de eerste vrouw in Nieuw-Zeeland die een Master of Arts behaalde, het jaar daarop ook zou komen werken. Tijdens het lesgeven studeerde Kate Edger aan het Canterbury College voor een Master, die ze in 1882 behaalde.
Edger werd kort daarna benoemd tot de eerste schooldirecteur van het Nelson College for Girls, een functie met kost en inwoning. Haar lesprogramma was zeer vol: Ze doceerde Engelse grammatica, compositie en literatuur, natuurkunde, Latijn, wiskunde, zang, aardrijkskunde en zelfs danslessen. 

Kate steunde het vrouwenkiesrecht en was tot het begin van de jaren dertig actief in de Women's Christian Temperance Union. Ze was ook nauw betrokken bij de Nieuw-Zeelandse Vereniging voor de bescherming van vrouwen en kinderen. Desondanks had ze geen sterke feministische neigingen. In 1923 schreef ze een artikel, 'De eerste vrouwelijke afgestudeerden', waar ze de vraag stelde en beantwoordde of het hoger onderwijs van vrouwen zichzelf had gerechtvaardigd: Het is nog te vroeg voor een volledig antwoord op deze vraag, maar duizenden vrouwen aan de universiteit bewijzen door hun leven dat het hen niet ongeschikt heeft gemaakt voor het werk van de huisvrouw, de meest nobele sfeer van vrouwenwerk.

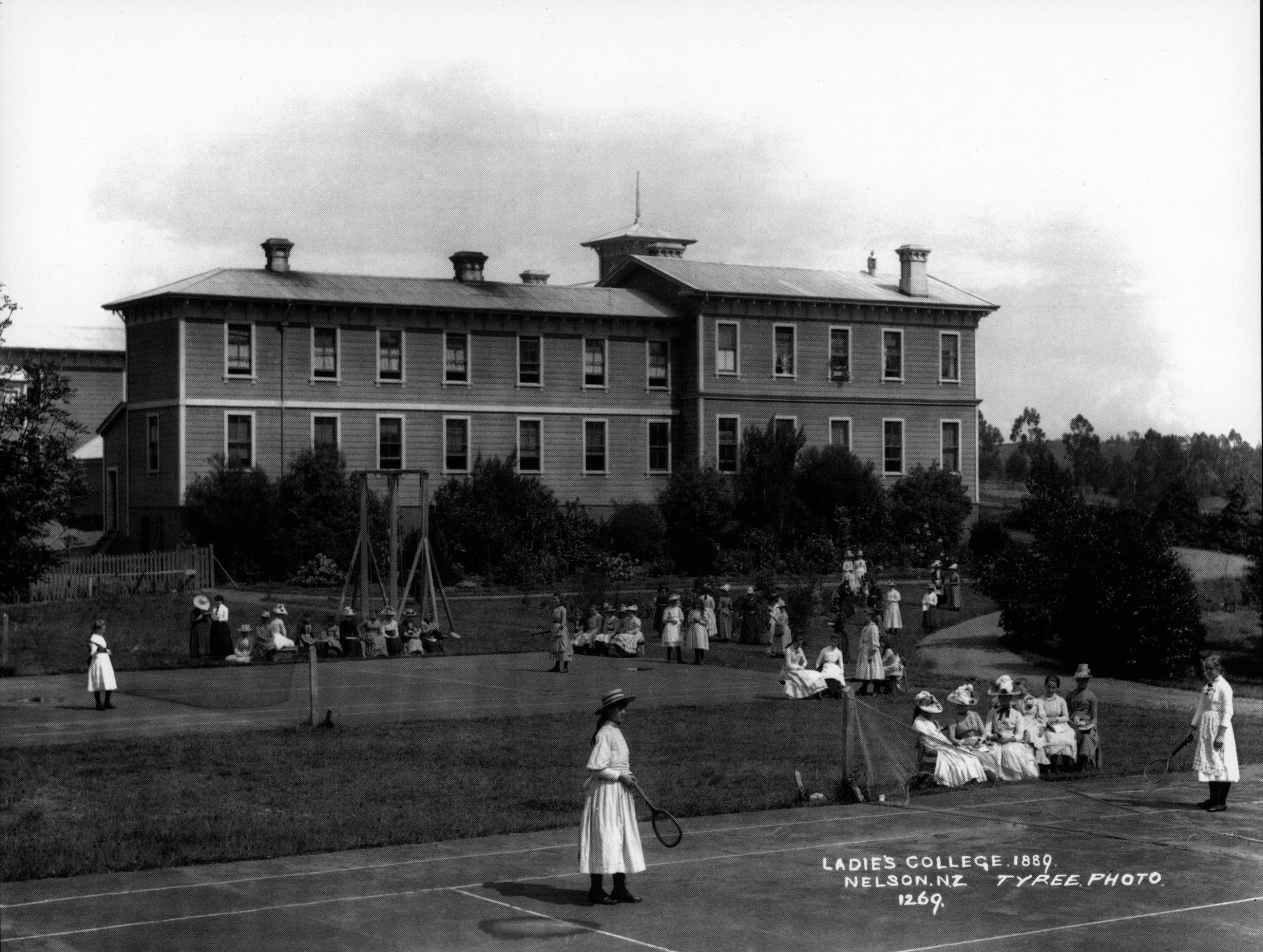
Tennis bij het Ladies' College (nu Nelson College for Girls) in 1889

## Familie
Kate Edger was een dochter van dominee Samuel Edger die in 1862 zijn familie uit Engeland met de kolonisten van Albertland naar Nieuw-Zeeland bracht. Hij studeerde zelf aan de universiteit en steunde de ambities van Kate en haar zus Lilian om hoger onderwijs te volgen.
In 1890 trouwde ze met William Albert Evanen steunde ze haar man, die liefdadigheidswerk deed door een privéschool te leiden.
Kate's zus Gertrude had een dochter, Geraldine Hemus, die de derde vrouw in Nieuw-Zeeland werd die werd toegelaten tot de advocatuur.

## Nalatenschap
De Kate Edger Educational Charitable Trust biedt financiële steun aan vrouwen die een bachelor- of postdoctorale opleiding volgen. In 2004 werd de Kate Edger Information Commons gecreëerd aan de Universiteit van Auckland.
In 2017 werd Kate Edger gekozen als een van de "150 Vrouwen in 150 Woorden"-projecten van de Royal Society of New Zealand. In september 2018 werd de afdeling Wiskunde van de Universiteit van Auckland tijdelijk omgedoopt tot de "Kate Edgar Afdeling Wiskunde" ter gelegenheid van het 125-jarig bestaan van het vrouwenkiesrecht in Nieuw-Zeeland.
- Gemeinsame Normdatei: 1252808941
- Virtual International Authority File: 2380164661880803390008